# Plešina
Pleshinë en albanais et Plešina en serbe latin (en serbe cyrillique : Плешина) est une localité du Kosovo située dans la commune/municipalité de Ferizaj/Uroševac, district de Ferizaj/Uroševac (Kosovo) ou district de Kosovo (Serbie). Selon le recensement kosovar de 2011, elle compte 4 506 habitants.

## Démographie

### Évolution historique de la population dans la localité
| 1948  | 1953  | 1961  | 1971  | 1981  | 1991  | 2011  |
| ----- | ----- | ----- | ----- | ----- | ----- | ----- |
| 1 025 | 1 184 | 1 416 | 2 035 | 2 877 | 3 624 | 4 506 |

|  |

### Répartition de la population par nationalités (2011)
En 2011, les Albanais représentaient 75,21 % de la population et les Ashkalis 24,19 %.